# Баранов, Николай Евстафьевич
Николай Евстафьевич Баранов (фон Барангоф) (нем. Nikolai Karl Gustav von Baranoff; 1825—1903) — генерал-лейтенант русской императорской армии, участник русско-турецкой войны 1877—1878 годов. Брат Александра Евстафьевича Баранова.

## Биография
Происходил из старинного русского дворянского рода Барановых, часть которого в XVI веке переселилась в Прибалтику и там совершенно онемечилась; был записан в дворянские книги Эстляндской губернии. Родился 22 ноября (4 декабря) 1825 года в семье евангелическо-лютеранского вероисповедания — сын полковника, впоследствии генерал-лейтенанта Евстафия Евстафиевича Баранова. 
Образование получил в Пажеском корпусе, из которого был выпущен 10 августа 1844 года прапорщиком в лейб-гвардии Преображенский полк. В 1856 году назначен флигель-адъютантом. В 1859 году произведён в полковники и назначен командиром 2-го учебного стрелкового батальона. С 16 ноября 1860 года командовал лейб-гвардии 2-м Царскосельским стрелковым батальоном и 30 августа 1864 года был произведён в генерал-майоры с зачислением в Свиту (со старшинством от 27 марта 1866 года). С 14 января 1865 года состоял при 2-й гвардейской пехотной дивизии для особых поручений.
В 1875 году назначен командиром 2-й бригады 2-й гвардейской пехотной дивизии, во главе которой выступил на Балканский театр начавшейся русско-турецкой войны. В этой кампании он командовал левым флангом Рущукского отряда, за отличие был 1 января 1878 года (хотя уже в телеграмме от генерал-майора Дукмасова за 28 октября 1877 года так именуется) произведён в генерал-лейтенанты, завершил войну в должности командира 35-й пехотной дивизии.
В 1884 году вышел в отставку. Среди прочих наград имел ордена Св. Владимира 3-й степени (1866), Св. Станислава 1-й степени (1868), Св. Анны 1-й степени (1870; императорская корона к ордену — в 1872), Св. Владимира 2-й степени (1874) и Орден Белого орла с мечами (1879).
Скончался в Санкт-Петербурге 29 января (11 февраля) 1903 года, похоронен на Никольском кладбище Александро-Невской лавры.